# 온더바디
온더바디는 LG생활건강에서 생산하는 바디케어브랜드다.
자매품은 고급 라인인 '벨먼'이 있다.

## 주요 분야 대표 제품
- 바디워시
- 로션
- 클렌징폼
- 비누

## 같이 보기
- LG생활건강